# Испанская Формула-4
Испанская Формула-4 (исп. Campeonato de España de Fórmula 4) — гоночная серия Формулы-4. Чемпионат планировалось запустить в сезоне 2015 года, но первый сезон был отменён и отложен до сезона 2016 года. Koiranen GP был промоутером чемпионата в течение первых двух сезонов. Текущий промоутер — Agrupación Deportiva F4 Spain.

## История
Герхард Бергер и Комиссия FIA по одноместным автомобилям запустили Формулу-4 в марте 2013 года. Цель Формулы-4 — сделать лестницу в Формулу-1 более прозрачной. Помимо спортивного и технического регламента, регулируются и расходы. Стоимость автомобиля, участвующего в этой категории, не может превышать 30 000 евро. Затраты на один сезон в Формуле-4 не могут превышать 100 000 евро. Испанская Формула-4 стала гонкой второго этапа чемпионата Формулы-4, который был запущен. Чемпионатами первой фазы стали Итальянская Формула-4 и Южноамериканская Формула-4, которые стартовали в 2014 году. Испанская Формула-4 был запущен RFEDA 14 ноября 2014 года. На проектирование и производство всех автомобилей был заключен контракт с французским производителем гоночных автомобилей Mygale. В конечном итоге от этой идеи отказались.
С объявлением о том, что Койранен является промоутером чемпионата, в 2016 году начался чемпионат Испанской Формулы-4. Благодаря этому партнёрству в чемпионате использовались автомобили Tatuus, двигатели Abarth с турбонаддувом и шины Hankook, а также применялись те же технические регламенты, что и в чемпионате СМП Формулы-4, который также продвигал Койранен.

## Машина
В чемпионате участвуют автомобили, спроектированные и построенные Tatuus. Автомобили изготовлены из углеродного волокна и имеют монококовое шасси. С сезона 2016 по 2021 год в сериале использовалась модель F4-T014. Начиная с 2022 года в серии использовалась F4-T-421. Двигатель 1,4 литра Abarth с турбонаддувом.

### Комментарии
1. ↑  Некоторые Раунды проходят на трассах других Европейских стран.